# Таш-Кичу (Тукаевский район)
 Таш-Кичу  — деревня в Тукаевском районе Татарстана. Входит в состав Мусабай-Заводского сельского поселения.

## География
Находится в северо-восточной части Татарстана на расстоянии приблизительно 14 км на юг от районного центра города Набережные Челны на автомобильной дороге Набережные Челны-Сарманово.

## История
Основана в 1881 году. Уже в начале XX века здесь были мечеть и мектеб.
По сведениям переписи 1897 года, в деревне Ташкичи Мензелинского уезда Уфимской губернии жили 609 человек (304 мужчины и 305 женщин), из них 605 мусульман.

## Население
Постоянных жителей было: в 1897—609, в 1920—907, в 1926—601, в 1938—668, в 1949—428, в 1958—368, в 1970—350, в 1979—295, в 1989—205, 200 в 2002 году (татары 99 %), 200 в 2010.